# Maňkivka
Maňkivka (ukrajinsky Маньківка, rusky Маньковка) je sídlo městského typu ležící na střední Ukrajině, na západě Čerkaské oblasti. V roce 2021 zde žilo 7 657 obyvatel.
Do roku 2020 sloužila Maňkivka jako administrativní centrum Maňkivského rajónu. Po administrativně-teritoriální reformě v červenci 2020 se počet rajónů v oblasti zmenšil z 21 na 4 a Maňkivský rajón byl začleněn do Umaňského rajónu. 

## Historie
První písemná zmínka o obci pochází z roku 1622. Název pravděpodobně pochází od zdejšího toku Maňkivka, který pochází z latinského kořene menk (=malý, drobný).

## Galerie

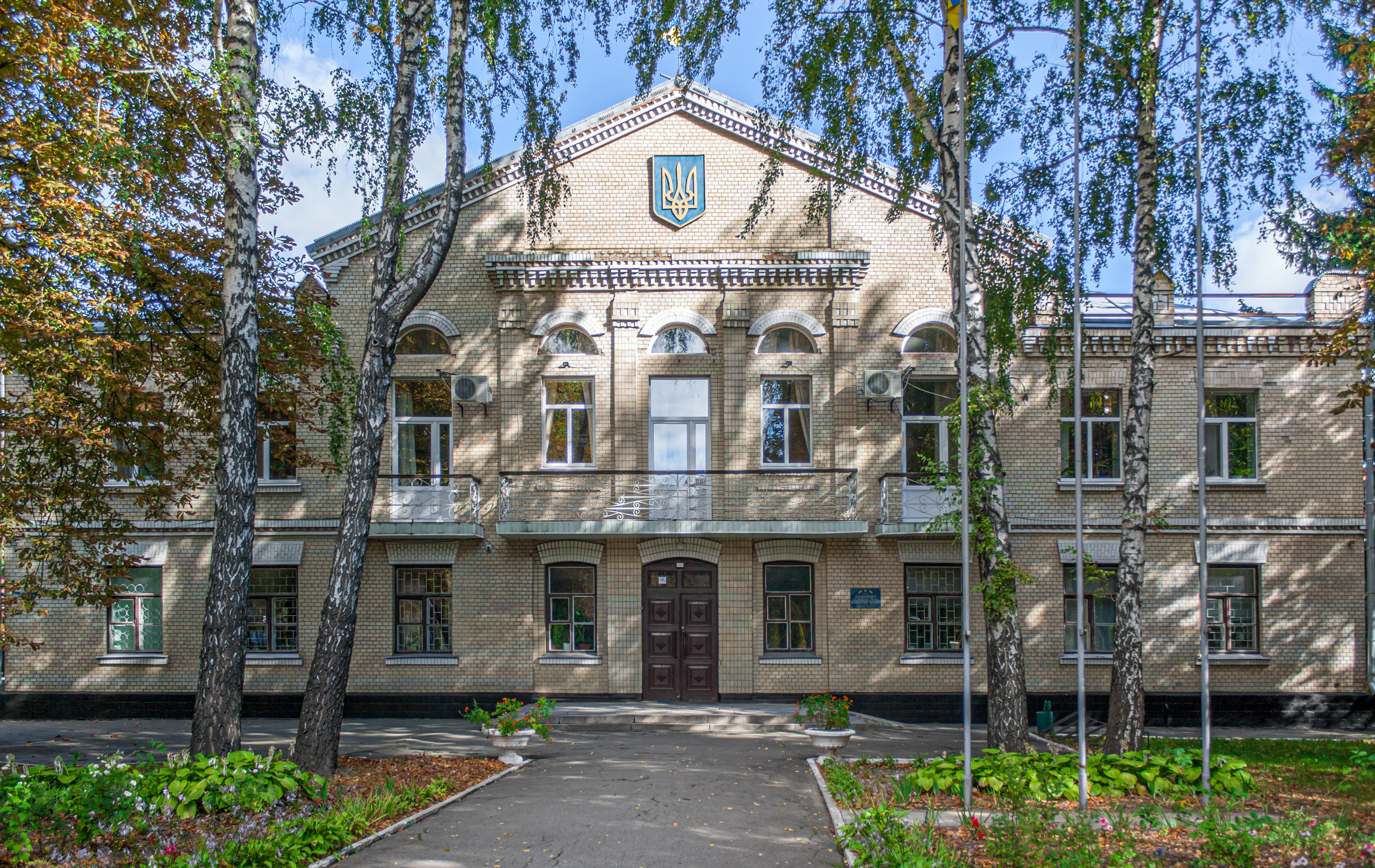
Obecní úřad
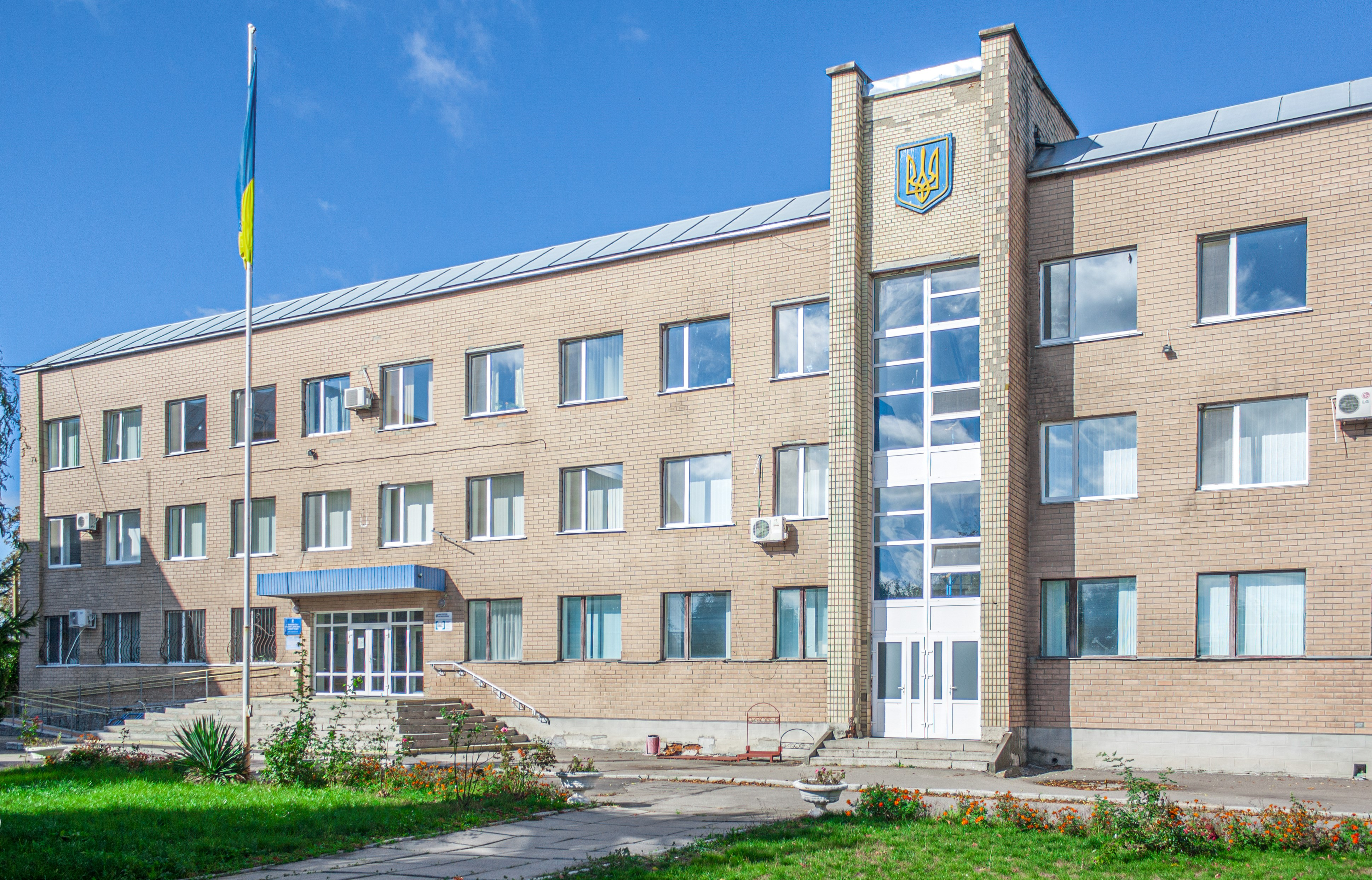
Budova státní správy bývalého rajónu
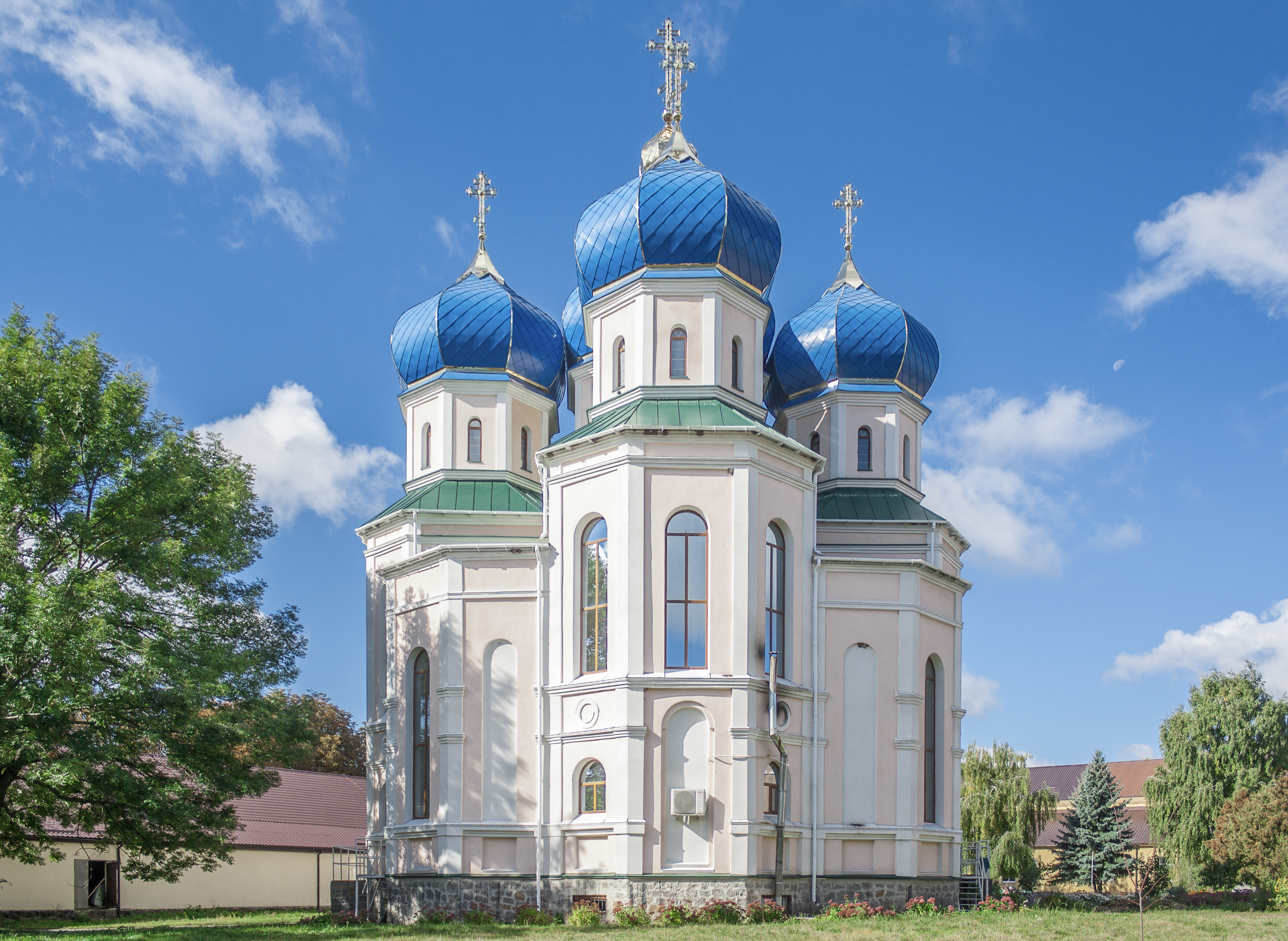
Kostel sv. Archanděla Michaela
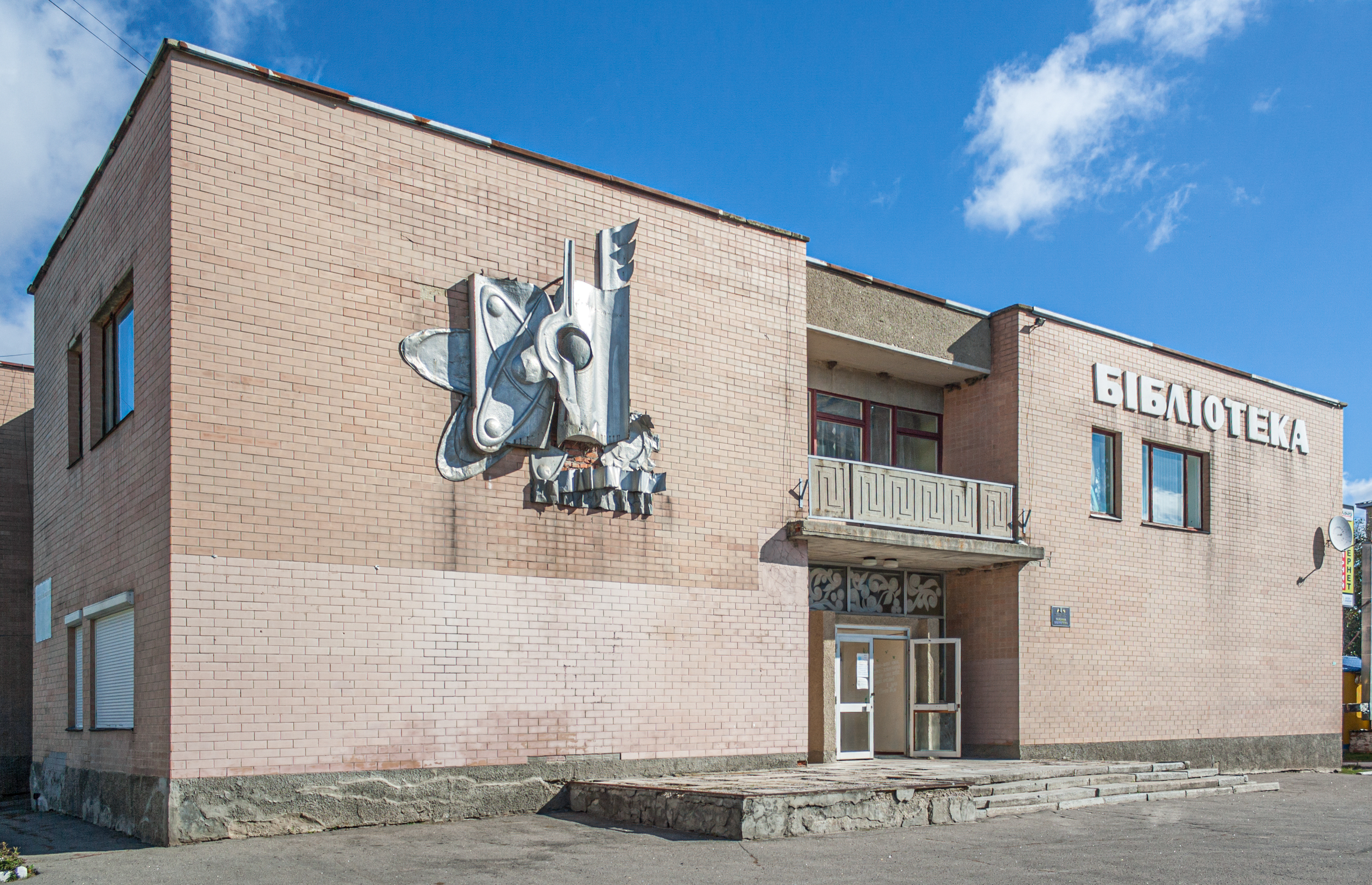
Rajónní knihovna